# Tomasz Horodyski
Tomasz Horodyski (cca 1820 – 17. ledna 1885 Vídeň) byl rakouský politik polské národnosti z Haliče, v 2. polovině 19. století poslanec Říšské rady.

## Biografie
Žil na svém statku v haličské obci Krogulec.
Po obnovení ústavní vlády se zapojil i do politiky. Od roku 1861 byl poslancem Haličského zemského sněmu za velkostatkářskou kurii (obvod Čortkiv). Zemský sněm ho roku 1861 delegoval i do Říšské rady (tehdy ještě volené nepřímo) za Halič (kurie velkostatkářská. 11. května 1861 složil slib. K roku 1861 se uvádí jako statkář, bytem v Krogulci. Zemský sněm ho do Říšské rady opětovně delegoval roku 1869. 16. prosince 1869 složil slib. Znovu byl zemským sněmem do vídeňského parlamentu vyslán v roce 1870 (19. září 1870 složil slib) a roku 1871. Složil slib 28. prosince 1871, jeho mandát ale byl 21. dubna 1873 pro dlouhodobou absenci prohlášen za zaniklý. Uspěl i v prvních přímých volbách do Říšské rady roku 1873, znovu za velkostatkářskou kurii v Haliči. Mandát za týž obvod obhájil i ve volbách do Říšské rady roku 1879 a v parlamentu setrval do své smrti roku 1885.
V posledních letech života trpěl zhoršující se chorobou. Přesto se nadále podílel na práci parlamentu. Zemřel v lednu 1885.